# Campionato mondiale di scherma 1982

Da sinistra: le schermitrici italiane Margherita Zalaffi, Anna Rita Sparaciari, Clara Mochi, Dorina Vaccaroni e Carola Cicconetti, medaglia d'oro nel fioretto a squadre.

Il Campionato mondiale di scherma del 1982 si è svolto a Roma, in Italia, dal 15 al 24 luglio 1982 al Palazzo dello Sport.
L'edizione romana dei mondiali fu funestata dal tragico incidente che coinvolse il fuoriclasse sovietico Vladimir Smirnov durante la gara a squadre di fioretto. Quell'episodio segnò una tappa importante nello sviluppo della sicurezza degli schermitori in pedana. Da allora, infatti, sono sempre andate migliorando le prestazioni delle divise e delle maschere, dando grande impulso alla ricerca per trovare soluzioni tecnologicamente avanzate, tali da consentire la pratica della scherma in totale sicurezza.
Sono stati assegnati 2 titoli femminili e 6 titoli maschili:
- femminile
  - fioretto individuale
  - fioretto a squadre
- maschile
  - fioretto individuale
  - fioretto a squadre
  - sciabola individuale
  - sciabola a squadre
  - spada individuale
  - spada a squadre

## Risultati

### Uomini
| Evento                          | Oro                                                                                | Argento                                                                                    | Bronzo                                                                         |
| Spada                           |                                                                                    |                                                                                            |                                                                                |
| Spada individuale (dettagli)    | Jenő Pap                                                                           | Philippe Riboud                                                                            | Ernő Kolczonay                                                                 |
| Spada a squadre (dettagli)      | Francia Olivier Lenglet Philippe Boisse Michel Salesse Philippe Riboud             | Svizzera Daniel Giger Olivier Carrard Gabriel Nigon Patrice Gaille Michel Poffet           | Ungheria Ernő Kolczonay Jenő Pap Zoltán Székely István Gelley Péter Takács     |
| Fioretto                        |                                                                                    |                                                                                            |                                                                                |
| Fioretto individuale (dettagli) | Aleksandr Roman'kov                                                                | Mauro Numa                                                                                 | Federico Cervi                                                                 |
| Fioretto a squadre (dettagli)   | Unione Sovietica Aleksandr Roman'kov Vladimer Aptsiauri Jurij Lykov Vitalij Logvin | Francia Didier Flament Pascal Jolyot Frédéric Pietruszka Philippe Omnès Patrick Groc       | Italia Federico Cervi Andrea Borella Angelo Scuri Mauro Numa Carlo Montano     |
| Sciabola                        |                                                                                    |                                                                                            |                                                                                |
| Sciabola individuale (dettagli) | Viktor Krovopuskov                                                                 | Andrej Alšan                                                                               | Imre Gedővári                                                                  |
| Sciabola a squadre (dettagli)   | Ungheria Imre Gedővári Pál Gerevich György Nébald Zoltán Nagyházi Imre Bujdosó     | Italia Giovanni Scalzo Michele Maffei Ferdinando Meglio Gianfranco Dalla Barba Marco Marin | Unione Sovietica Sergej Kazokin Andrej Alšan Viktor Krovopuskov Michail Burcev |

### Donne
| Evento                          | Oro                                                                                           | Argento                                                                                   | Bronzo                                                                                       |
| Fioretto                        |                                                                                               |                                                                                           |                                                                                              |
| Fioretto individuale (dettagli) | Nailja Giljazova                                                                              | Dorina Vaccaroni                                                                          | Mandy Niklaus                                                                                |
| Fioretto a squadre (dettagli)   | Italia Dorina Vaccaroni Carola Cicconetti Anna Rita Sparaciari Clara Mochi Margherita Zalaffi | Ungheria Edit Kovács Zsuzsanna Szőcs Magda Maros Gertrúd Stefanek Ildikó Schwarczenberger | Germania Ovest Cornelia Hanisch Ingrid Losert Sabine Bischoff Gudrun Lotter Christiane Weber |

## Medagliere
| Posizione | Nazione          |   |   |   | Totale |
| --------- | ---------------- | - | - | - | ------ |
| 1         | Unione Sovietica | 4 | 1 | 1 | 6      |
| 2         | Ungheria         | 2 | 1 | 3 | 6      |
| 3         | Italia           | 1 | 3 | 2 | 6      |
| 4         | Francia          | 1 | 2 | 0 | 3      |
| 5         | Svizzera         | 0 | 1 | 0 | 1      |
| 6         | Germania Ovest   | 0 | 0 | 1 | 1      |
| 7         | Germania Est     | 0 | 0 | 1 | 1      |
| Totale    | Totale           | 8 | 8 | 8 | 24     |